# Cratere Rabelais
Rabelais è un cratere da impatto sulla superficie di Mercurio.
Il cratere è dedicato allo scrittore francese François Rabelais.